# C1orf50
C1orf50 (англ. Chromosome 1 open reading frame 50) – білок, який кодується однойменним геном, розташованим у людей на 1-й хромосомі. Довжина поліпептидного ланцюга білка становить 199 амінокислот, а молекулярна маса — 21 877.
| 10         |  | 20         |  | 30         |  | 40         |  | 50         |
| ---------- |  | ---------- |  | ---------- |  | ---------- |  | ---------- |
| MEDAAAPGRT |  | EGVLERQGAP |  | PAAGQGGALV |  | ELTPTPGGLA |  | LVSPYHTHRA |
| GDPLDLVALA |  | EQVQKADEFI |  | RANATNKLTV |  | IAEQIQHLQE |  | QARKVLEDAH |
| RDANLHHVAC |  | NIVKKPGNIY |  | YLYKRESGQQ |  | YFSIISPKEW |  | GTSCPHDFLG |
| AYKLQHDLSW |  | TPYEDIEKQD |  | AKISMMDTLL |  | SQSVALPPCT |  | EPNFQGLTH  |

A: Аланін

C: Цистеїн

D: Аспарагінова кислота

E: Глутамінова кислота

F: Фенілаланін

G: Гліцин

H: Гістидин

I: Ізолейцин

K: Лізин

L: Лейцин

M: Метіонін

N: Аспарагін

P: Пролін

Q: Глутамін

R: Аргінін

S: Серин

T: Треонін

V: Валін

W: Триптофан